# Маркульф
Маркульф (фр. Marcoult, Marcouf, Marcoul или Marcou; около 490, Байё — 1 мая 558, о. Иль Сен-Маркуф, Нормандия) — монах, живший в VI в. во франкском государстве; аббат в Нанте (Котантен). Почитается святым, связанным с исцелением от золотухи.

## Биография
Рассказы о его жизни объединены с жизнеописанием Святого Хельера, которого он послал обратить жителей о. Джерси в христианство. Маркульф также сам посетил Джерси, где ему приписывают чудеса. Служил аббатом в Нанте (Котантен).
Умер на острове Иль Сен-Маркуф у восточного побережья полуострова Котантен. Его мощи были перенесены в аббатство Корбени в Шампани, где играли важную роль в церемониях коронации королей Франции, коронованных в Реймсе, и в традициях королевского прикосновения.
Согласно хронике Жанны д’Арк Chronique de la Pucelle, традиционная способность, приписываемая французским и английским королям, лечить золотуху («королевскую напасть») путём наложения рук происходит от силы мощей Маркульфа.
С начала X века в местечке Корбени, что в Пикардии, народ совершал паломничество и поклонялся Святому Маркульфу, который, по распространённому верованию, был способен исцелять от золотухи. Тому, что народная традиция связала его с исцелением от золотухи, скорее всего, способствовали причины этимологического характера: созвучие с его именем слова «mar», часто употреблявшегося в средневековых языках как наречие «плохо», и слова «cou» — «шея» (золотушные проявления чаще всего располагались на шее). Позже прерогативу лечения этой болезни приняли французские и английские короли, а культ Святого Маркульфа смешался с верой в «королевское чудо»: «чудо, совершаемое королями, занимает своё место среди чудес святых и становится одним из образов, предлагаемых церковью верующим для почитания».
В северном приделе собора Нотр-Дам де Кутанс находится часовня Сен-Маркульфа с витражом, изображающим сцены из жизни святого.
Составил сборник формул, касающихся общественного и гражданского права, изданный в «Monumenta legalia» (sect. V, Ганнов., 1882—1886).
В Нормандии (Франция) есть коммуны под названием Сен-Маркульф.